# Antipas
Para o tetrarca, veja Herodes Antipas.
Para o mártire do livro Apocalipse, veja Antipas de Pérgamo.

Antipas é um município de  segunda classe de renda municipal (d) na província Cotabato, nas Filipinas. De acordo com o censo de 1 de maio  de  2020 possui uma população de 26 817 pessoas e 6 562 domicílios.